# Sulingen
Sulingen é uma cidade da Alemanha localizada no distrito de Diepholz, estado de Baixa Saxônia.